# The Great Deceiver
The Great Deceiver är en musikgrupp från Göteborg, bildat år 1999. De spelar en komplicerad blandning av metal och punk.

## Bandmedlemmar

### Nuvarande uppsättning
- Tomas Lindberg (sång, även medlem i  At the Gates,  Ben-Hur, Conquest, Disfear, Disincarnate, Grotesque, Hide, Infestation, Liers in Wait, Lockup, Nightrage, Skitsystem, The Crown och World Without End)[2]
- Matti Lundell (elbas)[2]
- Johan Österberg (elgitarr, även medlem i Decollation, Diabolique och Grotesque)[2]
- Ulf Scott (trummor)
- Kristian Wåhlin (elgitarr, även medlem i banden Decollation, Diabolique, Grotesque och Liers in Wait)[2]

### Tidigare uppsättning
- Hans Nilsson (trummor, även medlem i Crystal Age, Diabolique, Dimension Zero, Liers in Wait och Luciferion)[2]

## Diskografi
- 1999 – Cave-In
- 2000 – Jet Black Art
- 2002 – A Venom Well Designed
- 2004 – Terra Incognito
- 2007 – Life Is Wasted On The Living (på skivbolaget Deathwish Inc.)[1]